# Forcipomyia texanus
Forcipomyia texanus is een muggensoort uit de familie van de knutten (Ceratopogonidae). De wetenschappelijke naam van de soort is voor het eerst geldig gepubliceerd in 1902 door Long.